# Sysľovské polia
Het Slowaakse Natura 2000-gebied Sysľovské polia (Officiële naam: CHVÚ Sysľovské polia) ligt vlak onder Bratislava in de Okres Bratislava V. Het vormt bovendien het Slowaakse deel van het drielandenpunt met Oostenrijk en Hongarije. Sysľovské polia geldt als een speciale beschermingszone (SBZ), opgericht voor de bedreigde grote trap (Otis tarda).

## Biotoop
Het gebied bestaat uit akkergronden met houtwallen en gecultiveerde steppegronden. Op de akkers is meestal koolzaad (Brassica napus), luzerne (Medicago sativa) en zonnebloem (Helianthus annuus) ingezaaid. Sysľovské polia ligt in het stroomdal van de Donau, waar de bodem uit löss- en alluviale afzettingen bestaat.

## Fauna
Sysľovské polia werd op 1 mei 2006 aan het netwerk van beschermde gebieden van Natura 2000 toegevoegd doordat de plek een belangrijk overwinteringsgebied is voor de grote trap. Het landgebruik in het gebied intensiveerde en er was regelmatig sprake van verstoring, met negatieve gevolgen voor de grote trap. Ook behoort Sysľovské polia tot een van de voormalige broedplaatsen van de grote trap in Slowakije. Desondanks is het een belangrijk overwinteringsgebied voor de soort en zijn er jaarlijks 160 à 200 exemplaren te verwachten, circa 10% van de Centraal-Europese populatie. Het hoogste aantal werd geteld in 2009, toen er zich hier 246 overwinterende grote trappen bevonden. De overwinteraars komen uit nabijgelegen gebieden in Oostenrijk en Hongarije. Andere soorten die hier overwinteren zijn de toendrarietgans (Anser serrirostris) en kolgans (Anser albifrons).
Sysľovské polia is ook een belangrijk gebied voor de roodpootvalk (Falco vespertinus), want het is de enige plek in Slowakije waar de soort regelmatig broedt. Ook broeden er andere zeldzame roofvogels als de grauwe kiekendief (Circus pygargus), sakervalk (Falco cherrug) en velduil (Asio flammeus). Enkele meters van de Oostenrijkse grens broedt zelfs de keizerarend (Aquila heliaca).